# Juan Alsina
Juan Alsina Torrente (Gijón, 24 de noviembre de 1942-Madrid, 4 de septiembre de 2011) fue un ingeniero naval y político español.

## Biografía
Casado con Pilar Beatriz Arízaga de Govantes, condesa de Albay, y padre de cinco hijas. Una de ellas, Carmen Alsina Arízaga, fue concejal del Ayuntamiento de Gijón por Foro Asturias desde junio de 2011 hasta agosto de 2012, y es actualmente directora de Relaciones Institucionales, Comunicación y Sostenibilidad de la CEOE.
Estudió en el Colegio de la Inmaculada de Gijón con la promoción de 1959, y posteriormente ingeniería naval en Madrid.
Recién licenciado se incorporó a los astilleros de Juliana Constructora Gijonesa, donde estuvo dos años. Seguidamente trabajó en el dique de Duro Felguera, hasta 1977. Luego ocupó el cargo de director gerente en Astilleros Nuvasa, Tenerife, y el de presidente-director general en Técnica Naval Canaria (Tenacan), también en Tenerife. Volvió a Gijón en 1992, al ser nombrado director general de la rama siderúrgica de Duro Felguera.
En 1995 se incorporó al Consejo de Gobierno del Principado de Asturias presidido por Sergio Marqués (PP) como consejero de Economía e Industria, cargo en el que dimitió el 17 de julio de 1996. Como consejero presidió el Instituto de Fomento Regional y el Real Sitio de Covadonga.
En 1996 pasó a ocupar la presidencia de la Empresa Nacional Bazán, y en 1999 la de Electra de Viesgo. Desde entonces desempeñó diferentes cargos como presidente de Calderinox, vicepresidente de Winsea Marine Shipping, Presidente de Nexus Corporate, etc.
Falleció en Madrid el 4 de septiembre de 2011.

## Publicaciones
Ha escrito el libro titulado Una guerra romántica 1778-1783. España, Francia e Inglaterra en la mar (Ministerio de Defensa, Madrid, 2007), que obtuvo el premio Virgen del Carmen otorgado por el Ministerio de Defensa. 